# Le Mazeau
Le Mazeau település Franciaországban, Vendée megyében. Lakosainak száma 457 fő (2022. január 1.). Le Mazeau Arçais, Le Vanneau-Irleau, Benet és Saint-Sigismond községekkel határos.

## Népesség
A település népességének változása:
| Lakosok száma | 454  | 461  | 470  | 452  | 447  | 445  | 443  | 448  | 457  |
|               | 2013 | 2015 | 2016 | 2017 | 2018 | 2019 | 2020 | 2021 | 2022 |